# Polyrhachis cyaniventris

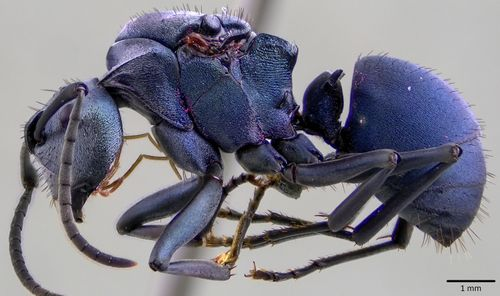
Vista lateral de una hormiga cobalto.

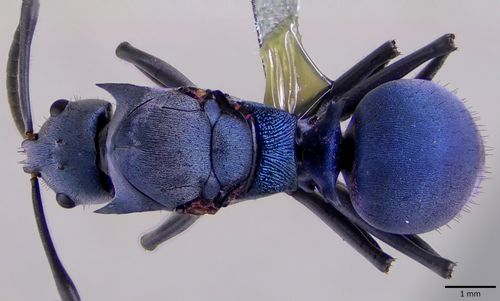
Vista dorsal de hormiga cobalto

La hormiga cobalto (Polyrhachis cyaniventris) fue descrita por primera vez por el entomólogo británico Frederick Smith en 1858. Es una especie perteneciente al género Polyrhachis, caracterizada por su brillante color azul metálico, que la hace fácilmente reconocible. Esta hormiga es nativa de los bosques tropicales del sudeste asiático, donde habita en bosques primarios degradados de dipterocarpos hasta bosques secundarios e incluso plantaciones de coco intensamente utilizadas con un rico sotobosque en regiones bajas y montañosas bajas, mostrando preferencia por ambientes húmedos y cálidos.
Las obreras miden aproximadamente entre 8 y 11 mm, mientras que las reinas alcanzan tamaños de entre 11 y 14 mm, siendo considerablemente grandes en comparación con muchas otras especies de hormigas. Su cuerpo está cubierto por una fina capa de vellosidades doradas, que junto con el brillo iridiscente de su exoesqueleto les confiere una apariencia única. Al igual que otras especies del género, las hormigas cobalto tienen la capacidad de construir nidos utilizando seda producida por sus larvas, un rasgo distintivo del grupo.
A diferencia de algunas especies de hormigas que son invasoras o consideradas plagas, la hormiga cobalto no representa una amenaza significativa para los ecosistemas fuera de su distribución natural. En su hábitat, desempeña un papel importante en la dispersión de semillas y el control de poblaciones de pequeños insectos, contribuyendo al equilibrio del ecosistema.
El género Polyrhachis es conocido por la diversidad de sus especies y su comportamiento defensivo. Estas hormigas utilizan sus mandíbulas y adoptan posturas agresivas para proteger sus colonias. La hormiga cobalto no es una excepción, mostrando una defensa activa ante cualquier amenaza.

## Apariencia
Cabeza, mesosoma, peciolo y gáster con un brillo azul oscuro. Antenas y patas negras, excepto los fémures azulados; en algunos especímenes, las tibias son parcialmente marrón rojizo. Lados y dorso de la cabeza con estriación longitudinal distinta sobre una microescultura y el vientre. Posee una microescultura con rugosidades longitudinales. Las espinas pronotales son delgadas y, en sección transversal, bastante planas, sus bases no están o apenas están elevadas sobre el disco pronotal anterior.

## Reproducción y establecimiento de la colonia
Las hormigas cobalto, hembras y machos alados, abandonan sus colonias durante un vuelo nupcial conocido como revoada. En este evento, las hembras se aparean con varios machos y almacenan el esperma en un órgano especializado llamado espermateca, el cual les permite fertilizar sus huevos a lo largo de toda su vida. Tras la revoada, las hembras buscan un lugar adecuado para fundar su colonia, mientras que la mayoría de los machos mueren poco después del apareamiento.

## Las obreras y la división del trabajo en la colonia
En las colonias maduras, las obreras de Polyrhachis cyaniventris organizan su trabajo de manera eficiente según su tamaño y edad, aunque no presentan un polimorfismo tan acentuado como en otras especies. Su estructura social y cooperación son características notables.
Obreras jóvenes: Permanecen dentro del nido, cuidando de las larvas y la reina, además de mantener el nido limpio y en buen estado.
Obreras recolectoras: Las más experimentadas se encargan de buscar alimento fuera del nido, recolectando pequeños insectos, néctar y otras fuentes de nutrientes.
Defensoras: Las obreras mayores y más robustas actúan como defensoras de la colonia. Utilizan sus mandíbulas y comportamientos intimidatorios para proteger el nido de posibles amenazas.

## Defensa contra amenazas
Cuando están fuera del nido, las obreras enfrentan diversos peligros, incluidos depredadores y competidores. En respuesta, estas hormigas adoptan un comportamiento defensivo coordinado, trabajando en equipo para protegerse mutuamente. Usan sus mandíbulas y movimientos rápidos para disuadir a los agresores. Su carácter agresivo y su organización grupal son fundamentales para la supervivencia de la colonia.